# Tv met led-backlight
Een tv met led-backlight is een televisietoestel dat gebruikmaakt van lichtemitterende diodes om het beeldscherm te verlichten.
Tv's met led-backlight worden vaak led-tv genoemd om ze te onderscheiden van lcd-tv's met CCFL-backlight. Hierdoor ontstaat er vaak verwarring met Led displays die worden gebruikt bij concerten en evenementen. Led-backlight wordt vooral toegepast als lichtbron voor lcd-tv's. Onderscheid kan worden gemaakt tussen full-led verlichting en Edge led verlichting. Hierbij wordt de traditionele CCFL-lamp vervangen door een ledbron. Omdat bij plasma-beeldschermen geen gebruik wordt gemaakt van een backlight, maar de fosforlaag zelf de lichtbron is kan deze niet worden vervangen door een led-backlight.

## Introductie
Samsung integreerde in 2006 als eerste ledverlichting in de LE40M91. Een opvolger waren de versies van 102, 122, 132 en 145 cm van de LN-T81F in 2007. Sony gebruikte in 2008 ledverlichting voor de versies van 117 en 140 cm van de BRAVIA KDL-XBR8-serie en introduceerde de eerste flatpanel-monitor met in de rand geplaatste leds, Edge-Lit ledverlichting. In 2008 introduceerde Sharp de AQUOS LC-XS1US-serie met ledverlichting en gebruikte Samsung ledverlichting voor de A950-serie. In 2009 introduceerde Samsung de "Luxia" hd-televisieserie met Edge-Lit ledverlichting, beschikbaar in maten van 81 tot 140 cm. Vizio en LG hebben in 2009 hdtv's met ledverlichting op de markt gebracht.

## Toekomst
Men verwacht op commercieel vlak dat tv's met led-backlight een groot succes zullen worden. De led-backlight-tv's zullen op termijn alle CCFL-backlight-tv's gaan vervangen. 

Op technologisch vlak zal een tv met led-backlight snel voorbijgestreefd zijn. Zo is men al volop bezig met het ontwikkelen van volledige oled of amoled televisies.

## Eigenschappen
- Leds hebben een langere levensduur dan alle andere verlichtingstechnieken bij tv's. Gedurende de levensduur neemt de intensiteit van de leds ook niet af. Ze blijven kwaliteitsvol tot het einde van hun levensduur.
- Het verbruik van tv's met led-backlight ligt 30 % tot 50 % lager dan bij een traditionele CCFL-lcd-tv.
- Led-backlightsystemen zijn veel milieuvriendelijker. Niet alleen omdat ze minder verbruiken dan andere systemen maar ook omdat ze geen giftige kwikdampen bevatten zoals de CCFL-lampen.[1]
- Tv's die gebruikmaken van een led-backlightsysteem zijn ook veel dunner dan lcd- of Plasma-tv's. Zo zijn er reeds tv's ontwikkeld van iets meer dan 2 cm dik. Dit geldt voornamelijk bij gebruik van Edge-Littechniek omdat de leds in de rand van het scherm zijn geplaatst en de reflectoren die voor deze techniek achter het scherm worden gebruikt minder ruimte innemen dan leds achter het scherm.
- Indien men gebruikmaakt van RGB-led-backlight kan men een veel breder kleurengamma weergeven.[1]
- In vergelijking met CCFL-backlight kan een led-backlight beelden weergeven met een veel grotere dynamisch contrast.[1]
- Rond de lichtsterkte van tv's met led-backlight heerst veel onduidelijkheid. Zo geven de meeste producenten geen specificaties over de lichtopbrengst in cd/m². Philips is hierop een uitzondering, de toestellen van deze fabrikant hebben een lichtopbrengst tussen 450 en 500 cd/m². Dit is ongeveer hetzelfde als een goede lcd-tv met CCFL verlichting. De meeste fabrikanten geven wel de "Peak luminance ratio" mee, dit vertelt ons meer over de zuinigheid van de televisie.[2]

## Technologie

### RGB-leds
Dit was een van de eerste led-backlighttechnieken. Men maakt gebruik van een rode, groene en blauwe led om de kleuren en het achtergrondlicht te genereren. Men was aangewezen op een dikke diffuser waardoor deze tv's nog vrij dik zijn. In het algemeen behaalt een RGB-led-backlight dezelfde resultaten als bijvoorbeeld een klassieke lcd-tv op het vlak van verbruik. De productiekosten liggen echter een stuk hoger maar met RGB-led-backlight kan men een kleurenweergave bereiken van 146%.
Tv's met deze technologie zijn echter nooit geproduceerd voor het brede publiek.

### Full led
Full led-backlight is een systeem waarbij een matrix van ledlampjes achter het scherm voor het nodige licht zorgen. Kleine lenzen zorgen voor de verspreiding van het licht over meerdere pixels. De lichtsterkte van elk ledlampje kan afzonderlijk bepaald worden. Deze techniek wordt ook "local dimming" genoemd. Dit zorgt voor een betere weergave van de donkere en lichte kleuren. Een zone die alleen "zwart" beeld geeft zoals bijvoorbeeld de zijbalken bij een 4:3-uitzending kunnen volledig uitgezet worden. De led, de lens en de diffusiefilter nemen meer ruimte in dan bij Edge-Lit backlight.

### Edge-leds
Bij het Edge-led-backlightsysteem worden de ledlampjes aan de rand van het scherm geplaatst en dus niet over de hele oppervlakte van het scherm. Kleine reflectoren die zich achter het scherm bevinden, zorgen dan voor een gelijkmatige verdeling van het licht. Een groot aantal reflectoren heeft als gevolg dat de diffusieplaat veel dunner kan zijn en nog steeds een acceptabel beeld oplevert. Dit resulteert in een lichtopbrengst van 20 % meer dan bij Full led. Bij deze techniek is local dimming redelijk zinloos omdat het dimmen van een led zorgt voor een verminderde lichtsterke van een halve rij pixels.